# Maurice De Velder
Maurice August Josephina De Velder (Merchtem, 18 juli 1958) is een Belgisch ondernemer die actief is in de reclame- en vastgoedwereld en in de media.

## Levensloop
De Velder werd geboren als zevende van acht kinderen van een Merchtemse handelaar in vee en veevoeder.
In 1980 richtte hij DV Electronics op, een bedrijf actief in de import van automatiseringssystemen voor garages en toegangshekken. Vervolgens ging hij in 1982 aan de slag als commercieel verantwoordelijke van Polypub en in 1985 richtte hij DB Invest op, een adviesbureau voor de reclamesector. In 1987 werd hij vervolgens met DB Invest actief in de vastgoedsector. In datzelfde jaar richtte hij ook Business Panel op, een bedrijf dat voornamelijk buitenborden voor reclame zou beheren.
Begin jaren 90 was hij samen met Koen Blijweert actief als lobbyist voor bedrijven die op zoek waren naar overheidsbestedingen. Het duo was succesvol en onder meer betrokken bij aanbestedingen voor milieuboxen en rattenverdelging, maar er deden ook geruchten de ronde over omkoping, smeergeld en gesjoemel. In 1992 kocht hij met zijn vennootschap Livius een meerderheidsparticipatie in de beursschelp Gebroeders De Beukelaar op. Vervolgens volgde door deze vennootschap overnames van en participaties in verschillende mediabedrijven, waaronder uitgeverij De Vrije Pers, radiostation 4FM, TEEK Magazine (allen 2000), radioketen Cool FM (2006) en uitgeverij Meta Media (2007). Dankzij deze overnames werd De Beukelaar het vijfde grootste mediabedrijf van België, na de Persgroep, de Vlaamse Uitgeversmaatschappij, Concentra en Roularta Media Group. In augustus 2001 werd De Beukelaar uiteindelijk omgedoopt in Think Media.
Eind maart 2002 werd vervolgens bekend dat er door het Antwerpse parket een dossier werd geopend tegen Think Media. Dit opsporingsonderzoek naar valsheid in geschrifte, oplichting en beursmanipulatie was een uitloper van het financiële onderzoek tegen Zillion-uitbater Frank Verstraeten. In april daaropvolgend ontsnapte De Velder via een achterdeur toen de speurders zich aanboden bij de kantoren van Think Media, vervolgens dook hij enkele dagen onder in Frankrijk, maar bood zich nadien vrijwillig aan bij de federale recherche in Antwerpen voor ondervraging. Hierop volgde een voorlopige hechtenis op verdenking van beursmanipulatie en witwassen. In augustus 2002 werd bekend dat De Velder als topman bij Think Media werd opgevolgd door Tony Gram en vanaf augustus van dat jaar stond het bedrijf ook onder die naam op Euronext genoteerd. In januari 2003 kwam De Velder vervolgens vrij op borgtocht.
In januari 2007 werd De Velder met twee andere beschuldigden en acht vennootschappen door de raadkamer van Antwerpen doorverwezen naar de strafrechter op verdenking van afpersing, oplichting, corruptie, beurskoersmanipulatie, witwaspraktijken en schriftvervalsing. In juni 2008 volgde hiervoor een veroordeling tot 3 jaar cel, een beroepsverbod van 10 jaar en een geldboete van 375.000 euro. Tevens werd er door de rechtbank een totaal bedrag van ca. € 4,8 miljoen verbeurd verklaard. In maart 2009 werd de zaak rond De Velder voor het Antwerpse hof van beroep behandeld. Waar De Velder tijdens het proces in eerste aanleg nog voor de vrijspraak pleitte, betwistte hij in beroep niet langer zijn schuld. Het Openbaar Ministerie milderde van haar kant de strafvordering: twee jaar cel met uitstel en een boete van 375.000 euro, waarvan 125.000 euro effectief. Tevens stelde parketmagistraat Chris Nys tijdens zijn requisitoir herhaaldelijk 'dat het Openbaar Ministerie en de verdediging elkaar hadden gevonden', een verwijzing naar het overleg tussen parket en verdediging in aanloop naar het proces ('plea bargaining' of schuldvermindering in ruil voor bekentenis). Deze straf werd tijdens de uitspraak door het hof van beroep bevestigd.
Nadat in 2015 Think Media Magazines bescherming aanvroeg tegen zijn schuldeisers bij de rechtbank van koophandel te Antwerpen en vervolgens een gerechtsmandataris op zoek ging naar overnemers, kocht De Velder via zijn vennootschap Mediageuzen de titels P-Magazine, Culinaire Ambiance en haar Franstalige tegenhanger Ambiance Culinaire terug.
Op 21 december 2012 kocht De Velder via zijn immobiliënbedrijf Kouter nv een voormalige Renault-garage op de Tunnelplaats aan de Italiëlei te Antwerpen voor 5,82 miljoen euro. Dezelfde dag werd de site doorverkocht aan de Tunnelplaats nv, een dochterbedrijf van de Société d’Investissement Foncière (SIF). Ondanks een negatief advies van onder meer de stedenbouwkundige ambtenaar, Monumentenzorg en de GECORO werd vervolgens in augustus 2014 een vergunning voor hoogbouw afgeleverd. Hierdoor werd een clausule in de verkoopakte geactiveerd, de projectontwikkelaar moest € 500 per ontwikkelde m² extra betalen. Deze meeropbrengst kwam echter niet Kouter toe, maar de Renault Retail Group Belgium. In tegenstelling hiervan werden echter alle middelen door middel van een tantième uitgekeerd aan de bestuurders van Kouter, waardoor de vennootschap haar verplichtingen niet langer kon nakomen. Vervolgens kwam het tot een rechtszaak voor de ondernemingsrechtbank te Antwerpen. Hierbij werd De Velder in december 2018 veroordeeld tot een schadevergoeding van 2 miljoen euro aan Renault. Voorafgaand aan het proces haalde De Velder zijn vennootschap Geuzen leeg, het faillissement van deze bvba volgde op 28 augustus 2018.
In 2020 was Maurice De Velder nog steeds actief in de (buiten)reclame, vastgoed en in de media. Zijn vennootschap Mediageuzen bezat nog steeds de website P-Magazine, het maandblad Culinaire Ambiance en tal van buitenreclameborden.